# Иващенки (Миргородский район)
Иващенки (укр. Іващенки) — село, Полывянский сельский совет, Миргородский район, Полтавская область, Украина.
Код КОАТУУ — 5323285602. Население по переписи 2001 года составляло 83 человека.
В Полтавском областном архиве есть документы церкви Николаевской в Сорочинцах к которой приписан х. Ляхновский.
Село указано на военно-топографической карте 1869 года как хутор Яхновщина.

## Географическое положение
Село Иващенки находится на расстоянии в 1 км от сёл Полывяное и Милашенково.

## История
В 1946 году указом Президиума Верховного совета УССР хутор Ляхнов переименован в Иващенки.